# Carmé (satélite)
Carmé es uno de los muchos satélites irregulares de Júpiter. Fue descubierto por el astrónomo estadounidense Seth Barnes Nicholsonen el Observatorio del Monte Wilson, California, el 30 de julio de 1938. Recibe su nombre por Carme, diosa cretense, madre de Britomartis.
Con sus 40 kilómetros medios de radio, tarda 692 días terrestres en dar una vuelta al planeta gaseoso, del cual dista a unos 22,6 millones de kilómetros aproximadamente. La composición en su superficie es mayoritariamente de tierra rica en carbono y hielo. 

## Historia
Carmé no recibió su nombre actual sino hasta 1975; hasta esa fecha, era conocido simplemente como Júpiter XI. Fue llamado a veces "Pan" entre 1955 y 1975 (actualmente, Pan es el nombre de un satélite de Saturno).
Le da su nombre al grupo de Carmé, un grupo de satélites retrógrados irregulares que orbitan Júpiter a un rango de distancia entre 23 y 24 millones de kilómetros y con una inclinación aproximada de 165º. Sus elementos orbitales están en continuo cambio debido a perturbaciones solares y planetarias.